# Iouda Tchernoff
Iouda Tchernoff (en russe : Иехуда Чернов, Iekhouda Tchernov ; né le 25 décembre 1872 à Nijni Novgorod et mort le 8 septembre 1950 à Paris 5e, est un écrivain et juriste franco-russe.

## Biographie
Il quitta la Russie à vingt ans, en 1892, et fit des études de droit en France. Docteur en droit en 1898, il devint chargé du cours de principes de droit public et droit constitutionnel comparé à Paris, puis chargé du cours d'histoire des doctrines politiques anciennes et modernes à la Faculté des sciences de Marseille en 1902. Son nom francisé étant Judas ou plutôt Juda (erronément transcrit en Jacques de nos jours), il signait ses ouvrages d'un simple J. Tchernoff ou I. Tchernoff. Il se spécialisa dans l'histoire du Parti républicain en France au XIXe siècle, puis dans l'étude du droit de l'économie. Il est également l'auteur d'un important ouvrage en plusieurs parties Dans le creuset des civilisations, dans lequel il se remémore son expérience d'immigré :

« Membre d’une minorité persécutée, j’étais naturellement porté à choisir un sujet qui me permettrait d’étudier de près le jeu des forces internationales au service des populations, des individus, des groupements. […] Au lieu de supposer aux États nationaux un nouvel organe, un super-État, je m’appliquais à constater que les États modernes, par l’universalité de leurs éléments, de leur structure sociale, étaient tout le contraire d’un État qui représenterait une race : ils réalisaient sur leur territoire une petite communauté internationale, devenue apte à protéger des intérêts universels et l’intérêt le plus universel : l’intérêt humain, l’intérêt individuel, l’individu. »

## Œuvres
- Le Droit de protection exercé par un État à l'égard de ses nationaux résidant à l'étranger, thèse pour le doctorat (1898)
- Du Pouvoir réglementaire des maires, thèse pour le doctorat (1899)
- Le Parti républicain sous la monarchie de juillet, formation et évolution de la doctrine républicaine (1901)
- Louis Blanc (1904)
- Associations et sociétés secrètes sous la Deuxième République, 1848-1851, d'après des documents inédits (1905)
- Le Parti républicain au coup d'État et sous le second Empire, d'après les documents et des souvenirs inédits (1906) Gallica
- Les Opérations de bourse devant la justice pénale (1912)
- La Crise du marché à terme et la proposition de Monzie devant le Parlement (1913)
- La Doctrine de Monroe et la libération des peuples (1918)
- L'Extrême-gauche socialiste révolutionnaire en 1870-71 (1918) Gallica
- Les Nations et la Société des Nations dans la politique moderne (1919)
- Traité de droit pénal financier : sociétés de commerce, syndicats financiers, opérations de banque et de bourse, entreprises de gestion dans les assurances, les mutualités, les sociétés de capitalisation et d'épargne, publicité financière, procédure pénale (1920-26)
- Exportation et importation des capitaux et titres, crédit de l'État, émissions, répertoire de change (1926) Gallica
- L'Expertise judiciaire en matière pénale (1929)
- Les syndicats financiers : syndicats d'émission et de placement, syndicats de blocage, syndicats de résistance, syndicats de bourse, investment trust et holding : suivi de formules d'application (1930)
- Ententes économiques et financières, cartels, syndicats, trusts, holdings, devant les lois civiles, pénales, internationales ; organisation, fonctionnement, formules, clauses usuelles (1933)
- Dans le creuset des civilisations, I : De Nijni-Novgorod à Paris (1936)
- Dans le creuset des civilisations, II : Le Destin d'un émigré (1937)
- Dans le creuset des civilisations, III : De l'Affaire Dreyfus au Dimanche rouge à Saint-Pétersbourg (1937)
- Dans le creuset des civilisations, IV : Des prodromes du bolchévisme à une Société des Nations (1938)
- Les Démagogies contre les démocraties : préliminaires et causes de la deuxième grande guerre (1946)